# Tuomas Mikkonen
Tuomas Mikkonen (Jyväskylä, 1983. március 25. –) profi finn jégkorongozó.

## Karrier
Komolyabb karrierjét a finn ligában JyP HT Jyväskyläban kezdte 2001–2002-ben. Ekkor 12 mérkőzésen lépett jégre. 2005–2006-ig ebben a csapatban játszott. Legjobb idényében 11 pontot szerzett. Közben a 2002-es NHL-drafton a Dallas Stars választotta ki nyolcadik kör 243. helyén. A 2006–2007-es idényt az ECHL-es Idaho Steelheadsben játszotta valamint egy mérkőzésen szerepelhetett az AHL-es Iowa Starsban. 2007–2008-ban visszatért hazájába a JyP HT Jyväskyläba. A következő idényt is ebben a csapatban töltötte de a szezon második felében átigazolt a francia ligába.

## Külső hivatkozások
- Statisztika
- Statisztika